# The Bigamist (film fra 1921)
The Bigamist er en britisk stumfilm fra 1921 af Guy Newall.

## Medvirkende
- Guy Newall som George Dane
- Ivy Duke som Pamela Arnott
- Julian Royce som Herbert Arnott
- Barbara Everest som Blanche Maitland
- A. Bromley som Richard Carruthers
- Dorothy Scott som Constance Carruthers
- Douglas Munro